# 共振腔

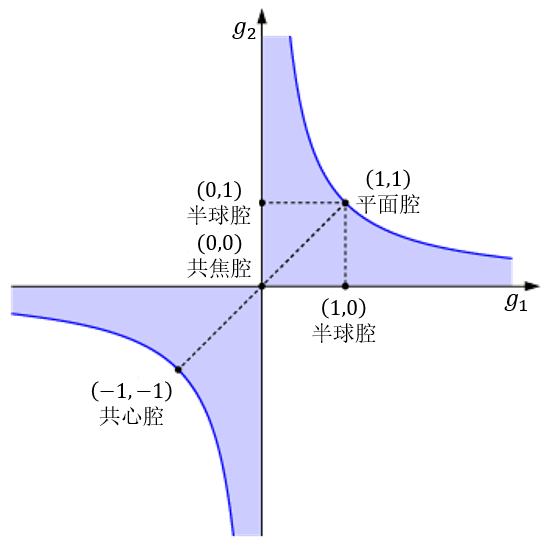
光学谐振腔

共振腔，又称谐振腔、光学谐振腔，是指特定波長的波在長度固定的腔體內共振。在共振腔內的共振現象擁有較好的振幅。因為腔體的兩端是共振的節點，所以波共振時，腔體長度必須為半波長的整數倍。種類有環形共振腔、波動維電磁波的光學共振腔、微波共振腔……等等。
   
光學共振腔是雷射組成的三元素之一，可以依照反射面的存在與否分為開腔與閉腔兩種。共振腔的作用主要是用來讓增益介質實現了佈居數反轉後，可以做為光放大器（Gain amplifier），透過共振腔可收集放大後之訊號，形成一震盪器（oscillator）。
雷射共振腔的種類主要分為三大類，第一種為平行平面腔由兩個平行平面反射鏡組成，光學上稱為法布里-博羅光共振腔（Fabry–Perot resonator），簡稱為F - P腔，多用於固態雷射系統。第二種為雙凹腔由兩個凹面反射鏡組成，其中一種個特殊而常用的形式是共焦腔（confocal），由兩個曲率半徑相同的凹面反射鏡組成，且兩鏡間距離等於曲率半徑，兩鏡面與焦點重合，共焦腔衍射損耗小，調整容易。第三種為平凹腔由一個平面反射鏡和一個凹面反射鏡組成，其中一種特殊而常用的形式是半共焦腔，相當於共焦腔的一半。
而共振腔的穩定性條件是要獲得雷射系統的穩定輸出，需使離軸光線能在腔內往返任意多次而不會跑出腔外，此為共振腔達到穩定性條件。常用g參數來描述雷射共振腔的性質。共振腔的g參數定義為（以两面镜子构成的共振腔为例）：
{\displaystyle g_{1}=1-{\frac {L}{r_{1}}}}, {\displaystyle g_{2}=1-{\frac {L}{r_{2}}}}。
其中{\displaystyle L}为谐振腔长度，即两面镜子的光心间距；{\displaystyle {r_{1}},{r_{2}}}分别为两面镜子的曲率半径。
所以共振腔的穩定性條件為兩者係數相乘要大於等於零且小於等於一。即：
{\displaystyle {0}\leq {g_{1}g_{2}}\leq {1}}。
共振腔也可與二極體雷射形成外腔式雷射二極體（External-cavity diode laser, ECDL)，有三大功能像是藉由光回饋來改變雷射的輸出線寬特性並可選擇光回饋量導致線寬變窄甚至可產生可調且穩定的外腔二極體雷射。而外腔的形成方法可由光柵、光纖光柵、微球來形成。